# Erich Haase
Erich Haase (??? – ???) byl československý a německý právník a politik německé národnosti, v letech 1936 – 1938 místostarosta Znojma za Sudetoněmeckou stranu, v době obsazení Sudet po mnichovské dohodě v roce 1938 krátce starosta města.

## Biografie
V obecních volbách 7. dubna 1929 byl zvolen do zastupitelstva Znojma. Kandidoval na Jednotné kandidátní listině německých nacionalistických stran, kterou tvořily BdL, DCV DNSAP, DNP, DGP, SdLb a DAWG. Listina ve volbách zvítězila a získala 12 mandátů ze 42. Starostou tehdy zůstal sociální demokrat Josef Mareš.
Haase obhájil mandát v obecních volbách 20. října 1935, kdy kandidoval za Sudetoněmeckou stranu, která v hlasování zvítězila a získala 13 ze 42 mandátů. Haase v kampani kritizoval neochotu dalších německých politických subjektů spolupracovat s SdP a akcentoval právo znojemských Němců na životní prostor. Po volbách se skupina opozičních stran postavila proti opětovnému jmenování Mareše do funkce starosty, do čela města se proto 11. března 1936 dostal jeho stranický kolega Valentin Skurský. Haase byl zvolen jeho prvním náměstkem.
Po přijetí mnichovské dohodě česká politická reprezentace ve Znojmě předala 7. října 1938 kontrolu nad radnicí německým zástupcům. Povinnosti starosty Skurského převzal Haase. O dva dny později překročila německá vojska v souladu s dohodou bývalé státní hranice. Haase je spolu s dalšími místními a regionálními představiteli vítal na přechodu v Hatích. Účastnil se později i slavnostního uvítání na znojemském Dolním náměstí.
Dne 11. října se poprvé sešlo zastupitelstvo v novém složení. Haase na zasedání navrhl přejmenování několika náměstí a ulic, včetně Dolního náměstí na náměstí Adolfa Hitlera a Horního náměstí na náměstí Konrada Henleina. O dva dny později mu byla předána oficiální listina o převzetí úřadu starosty.
Úřad starosty zastával jen krátce. Přišel o něj v důsledku Hitlerovy návštěvy nově okupovaných Sudet, během které nacistický vůdce 26. října 1938 zavítal i do Znojma. Při představování na radnici mu jméno Haase nepřipadalo dostatečně německé, a tak zajistil starostovo odvolání. Z funkce odešel po šesti týdnech. Vystřídal ho dlouholetý člen SdP a příslušník SA z Jaroslavic Rudolf Urban.
V závěru druhé světové války se ukrýval v dolnorakouském Retzu, ale na podzim 1945 ho Rakousko vydalo do Československa. Krátce byl ve vazbě, ale úřady ho nepovažovaly za nebezpečného nacistu, a tak s ním počítaly v rámci odsunu německého obyvatelstva. StB ho ale později znovu umístila do vazby a vyšetřovala jeho někdejší činnost v SdP.